# Zalatárnok, Zala
Zalatárnok  este un sat în districtul Zalaegerszeg, județul Zala, Ungaria, având o populație de 694 de locuitori (2011). 

## Demografie
Componența etnică a satului Zalatárnok
     Maghiari (92,17%)
     Romi (5,98%)
     Germani (1,28%)
     Necunoscut (0,57%)
     Alții (0,57%)
Componența confesională a satului Zalatárnok
     Fără religie (4,61%)
     Reformați (1,01%)
     Necunoscută (93,95%)
     Luterani (0,43%)
     Alte religii (1,01%)
Conform recensământului din 2011, satul Zalatárnok avea 694 de locuitori. Din punct de vedere etnic, majoritatea locuitorilor (92,17%) erau maghiari, existând și minorități de romi (5,98%) și germani (1,28%). Apartenența etnică nu este cunoscută în cazul a 0,57% din locuitori. Nu există o religie majoritară, locuitorii fiind persoane fără religie (4,61%) și reformați (1,01%). Pentru 93,95% din locuitori nu este cunoscută apartenența confesională.